# Survivors of the Flux
"Survivors of the Flux", frequentemente prefixado com "Capítulo 5" ou "Flux", é o quinto episódio da 13.ª temporada da série de ficção científica britânica Doctor Who. Escrito pelo showrunner e produtor executivo da série Chris Chibnall e dirigido por Azhur Saleem, o episódio foi transmitido originalmente através da BBC One em 28 de novembro de 2021.
O episódio apresenta Jodie Whittaker como a Décima terceira Doutora, Mandip Gill como Yasmin Khan e John Bishop como o novo acompanhante da Doutora, Dan Lewis.

## Enredo
Os Anjos Lamentadores transportam a Doutora para uma espaçonave que carrega a chefe da Divisão, Awsok de "Once, Upon Time", que ordena que um Ood crie um evento final do Fluxo. Awsok explica o envolvimento da Divisão no desenvolvimento deste universo atual e futuro. A espaçonave da Divisão está viajando para outro universo, como um "cofre de sementes" contendo remanescentes genéticos deste universo. Awsok culpa a Doutora por destruir este universo porque ela desertou e interferiu no trabalho da Divisão. Assim, a Divisão projetou o Fluxo para destruir este universo, com a Doutora ainda nele. Awsok revela ser Tecteun, uma gallifreyana que encontrou a jovem Doutora perto de um buraco de minhoca e a criou, enquanto criava os Senhores do Tempo ("The Timeless Children"). A Doutora culpa Tecteun por roubar dela uma vida que poderia ter existido, mas Tecteun rebate que a Doutora faz o mesmo quando ela leva companheiros em aventuras. Tecteun revela a posse de um relógio com as memórias perdidas da Doutora.
Dan, Yaz e Jericho viajam ao redor do mundo em 1904 para tentar descobrir a data do fim do mundo, evitando inúmeros assassinos. Um eremita nepalês sugere que eles deveriam se reunir com Karvanista; embora deixem uma mensagem para ele na Grande Muralha da China, ele não pode usar a viagem no tempo, portanto não pode responder. O trio procura Joseph Williamson e os misteriosos túneis que ele cavou sob Liverpool, percebendo que havia descoberto portas que levavam a vários períodos e locais.
Em 1958, um general pede ao Grande Serpente, conhecido como "Prentis", que ajude a formar a UNIT. Prentis incorporou-se à liderança da UNIT ao longo das décadas, eliminando ameaças potenciais a ele. Em 2017, quando ele fecha a UNIT, Kate Stewart percebe sua farsa e ameaça expô-lo. Após uma tentativa fracassada de assassinato, ela se esconde. Com a UNIT eliminada, em 2021 Prentis ordena que as defesas da Terra sejam reduzidas, convidando a uma segunda invasão Sontaran.
Quando uma nave Lupari cai do escudo da Terra, Karvanista se lembra da nave Lupari desaparecida roubada por Bel, no momento em que ela chegava à fonte do sinal do Passageiro. Com Karvanista a bordo, as forças Sontaran atacam a nave de Bel. Vinder também persegue o sinal do Passageiro, chegando momentos após a nave de Bel ser chamada de volta, mas encontra os sobreviventes sequestrados sendo desintegrados por Swarm e Azure para uso como fonte de energia. Como pretendia, Vinder é capturado por Swarm dentro de um Passageiro, onde conhece Diane.
Swarm e Azure chegam na espaçonave da Divisão e planejam se vingar da Divisão por aprisioná-los. Swarm desintegra Tecteun e se aproxima da Doutora para fazer o mesmo.

## Produção

### Desenvolvimento
"Survivors of the Flux" foi escrito pelo showrunner e produtor executivo Chris Chibnall. Foi dirigido por Azhur Saleem, que foi o diretor segundo bloco de produção da 13.ª temporada, que compreendeu o terceiro, quinto e sexto episódio.

### Elenco
Esta é a terceira temporada a apresentar Jodie Whittaker como a Décima terceira Doutora. Mandip Gill também retorna como Yasmin Khan. John Bishop se juntou ao elenco da série como Dan Lewis. Jemma Redgrave reprisou seu papel como a personagem recorrente Kate Stewart, reaparecendo após os episódios "The Zygon Invasion" / "The Zygon Inversion" (2015). O episódio também contou com uma participação especial de Nicholas Courtney, usando um áudio de arquivo, como Alastair Lethbridge-Stewart, o pai do personagem de Redgrave.

## Transmissão e recepção

### Recepção
"Survivors of the Flux" foi ao ar na BBC One em 28 de novembro de 2021. O episódio serve como a quinta parte de uma história de seis partes, intitulada "Flux".

### Audiência
| Críticas profissionais:           | Críticas profissionais: |
| Pontuações agregadas              | Pontuações agregadas    |
| Fonte                             | Avaliação               |
| --------------------------------- | ----------------------- |
| Rotten Tomatoes (Pontuação Média) | 80%                     |
| Rotten Tomatoes (Tomatometer)     | 6,30/10                 |
| Avaliações da crítica             |                         |
| Fonte                             | Avaliação               |
| The A.V. Club                     | B+                      |
| Radio Times                       | [ 15 ]                  |
| The Independent                   | [ 16 ]                  |
| The Telegraph                     | [ 17 ]                  |

Durante a noite de estreia, o episódio foi visto por 3,82 milhões de telespectadores. A audiência consolidada de sete dias (contando todas as visualizações em todas as plataformas nos sete dias de transmissão) foi de 4,83 milhões. O episódio foi o nono programa com maior audiência na BBC One durante a semana e o 21.º programa com maior audiência em todos os canais durante a semana.

### Recepção crítica
No Rotten Tomatoes, um site agregador de críticas, 80% dos cinco críticos deram ao episódio uma crítica positiva, com uma avaliação média de 6,3 em 10.